# 蘇希亞爾 (伊久姆區)
49°29′28″N 37°18′40″E / 49.49111°N 37.31111°E
蘇希亞爾（烏克蘭語：Сухий Яр）是位於烏克蘭東部的村莊，由哈爾科夫州伊久姆區的昆葉市鎮負責管轄。該村面積0.55平方公里，海拔高度169米，2001年人口153，人口密度每平方公里279.7人。